# 김철석
김철석(金鐵石, 1946년 1월 26일 ~ 현재)은 대한민국의 특수효과 전문가 겸 음향효과 전문가이다.

## 영화작품

### 특수효과
- 블러디 쉐이크 (2010년)
- 우동 한그릇 (2008년)
- 가면 (2007년)
- 소녀X소녀 (2007년)
- 후회하지 않아 (2006년)
- 인형사 (2004년)
- 쇼쇼쇼 (2003년)
- 질투는 나의 힘 (2002년)
- 인디안 썸머 (2001년)
- 게임 오버 (2001년)
- 베사메무쵸 (2001년)
- 세이 예스 (2001년)
- 그림일기 (2000년)
- 아티스트 (2000년)
- 시월애 (2000년)
- 신혼여행 (2000년)
- 화이트 발렌타인 (1999년)
- 인정사정 볼 것 없다 (1999년)
- 학교전설 (1999년)
- 크리스마스에 눈이 내리면 (1998년)
- 실락원 (1998년)
- 엑스트라 (1998년)
- 약속 (1998년)
- 강원도의 힘 (1998년)
- 정사 (1998년)
- 박대박 (1997년)
- 러브 러브 (1997년)
- 블랙잭 (1997년)
- 스카이 닥터 (1997년)
- 올가미 (1997년)
- 카루나 (1996년)
- 피아노 맨 (1996년)
- 애니깽 (1996년)
- 보스 (1996년)
- 정글 스토리 (1996년)
- 투캅스 2 (1996년)
- 꽃잎 (1996년)
- 맥주가 애인보다 좋은 일곱가지 이유 (1996년)
- 박봉곤 가출 사건 (1996년)
- 돈을 갖고 튀어라 (1995년)
- 아름다운 청년 전태일 (1995년)
- 테러리스트 (1995년)
- 비상구가 없다 (1995년)
- 누가 나를 미치게 하는가 (1995년)
- 맨 (1995년)
- 헤어 드레서 (1995년)
- 남자는 괴로워 (1995년)
- 마누라 죽이기 (1994년)
- 세상 밖으로 (1994년)
- 젊은 남자 (1994년)
- 투캅스 (1993년)
- 아담이 눈뜰 때 (1993년)
- 첫사랑 (1993년)
- 살어리랏다 (1993년)
- 화엄경 (1993년)
- 101번째 프로포즈 (1993년)
- 무정의 제3부두 (1993년)
- 그 섬에 가고 싶다 (1993년)
- 키드 캅 (1993년)
- 김의 전쟁 (1992년)
- 나는 너를 천사라고 부른다 (1992년)
- 마음의 파수꾼 (1992년)
- 시라소니 (1992년)
- 가슴에 돋는 칼로 슬픔을 자르고 (1992년)
- 검은 모자 (1992년)
- 애사당 홍도 (1992년)
- 가을 여행 (1991년)
- 누가 용의 발톱을 보았는가 (1991년)
- 사의 찬미 (1991년)
- 인간시장 3 (1991년)
- 제3구역 (1991년)
- 세상은 살만큼 아름답다 (1991년)
- 서울 야누스 (1991년)
- 흑설 (1991년)
- 여자 배달부는 고장난 신호등 (1991년)
- 매춘시대 (1990년)
- 코리안 커넥션 (1990년)
- 검은 도시 (1990년)
- 미친 사랑의 노래 (1990년)
- 꿈 (1990년)
- 고금소총 2 (1990년)
- 흑설 (1990년)
- 꼭지딴 (1990년)
- 마유미 (1990년)
- 이제 그 여자는 여기 살지 않는다 (1990년)
- 새벽을 깨우리로다 (1990년)
- 칠색조 (1989년)
- 미스 코뿔소 미스터 코란도 (1989년)
- 애란 (1989년)
- 추억의 이름으로 (1989년)
- 산불 (1989년)
- 외계인과 콩콩강시 (1989년)
- 밀월 (1989년)
- 행복은 성적순이 아니잖아요 (1989년)
- 달아난 말 (1989년)
- 창부일색 (1989년)
- 앗싸! 호랑나비 (1989년)
- 개그맨 (1989년)
- 쫄병 수첩 (1989년)
- 칠수와 만수 (1988년)
- 늑대의 호기심이 비둘기를 훔쳤다 (1988년)
- 대남 (1988년)
- 돌아이 4 - 둔버기 (1988년)
- 은하에서 온 별똥왕자 3 (1988년)
- 성공시대 (1988년)
- 필사의 도망자 (1988년)
- 호걸춘풍 (1987년)
- 영웅 돌아오다 (1987년)
- 풍녀 (1987년)
- 한쪽날개가 있다 (1987년)
- 은하에서 온 별똥왕자 (1987년)
- 박철수의 헬로 임꺽정 (1987년)
- 연산군 (1987년)
- 안녕하세요 하나님 (1987년)
- 흑성마왕과 슈퍼왕자 (1987년)
- 동녀 (1987년)
- 요화 어을우동 (1987년)
- 우리는 지금 제네바로 간다 (1987년)
- 팔도 쌍나팔 (1987년)
- 야누스의 불꽃 여자 (1987년)
- 돌아이 3 (1987년)
- 가슴으로 타는 밤 (1987년)
- 벽과 벽 사이에 (1986년)
- 겨울 나그네 (1986년)
- 단 (1986년)
- 여곡성 (1986년)
- 황진이 (1986년)
- 신의 아들 (1986년)
- 안개 기둥 (1986년)
- 서울손자병법 (1986년)
- 여자가 밤을 두려워 하랴 (1986년)
- 겁없는 아이 (1986년)
- 삿갓 쓴 장고 (1986년)
- 월하의 사미인곡 (1985년)
- 목없는 여살인마 (1985년)
- 미녀 공동묘지 (1985년)
- 마지막 여름 (1985년)
- 고래 샤낭 2 (1985년)
- 어미 (1985년)
- 그것은 밤에 이뤄졌다 (1985년)
- 추억의 빛 (1985년)
- 남과 북 (1984년)
- 제4의 공포 (1984년)
- 달빛 멜로디 (1984년)
- 악녀의 밀실 (1984년)
- 사약 (1984년)
- 그 해 겨울은 따뜻했네 (1984년)
- 원한의 공동묘지 (1983년)
- 일송정 푸른솔은 (1983년)
- 마계의 딸 (1983년)
- 여걸 청나비 (1983년)
- 소림대사 (1983년)
- 추적 (1983년)
- 소화성 장의사 (1983년)
- 광동 살무사 (1983년)
- 애권 (1982년)
- 무림사부대행 (1982년)
- 요전괴권 (1982년)
- 여애권 (1982년)
- 돌아온 소림사 주방장 (1982년)
- 금지된 사랑 (1982년)
- 소림사 물장수 (1982년)
- 안개는 여자처럼 속삭인다 (1982년)
- 종로 부루스 (1982년)
- 나는 할렐루야 아줌마였다 (1982년)
- 흡혈귀 아녀 (1981년)
- 소림십대여걸 (1981년)
- 그들은 태양을 쏘았다 (1981년)
- 사후세계 (1981년)
- 금룡 삼십칠계 (1981년)
- 오사까의 외로운 별 (1980년)
- 무림악인전 (1980년)
- 무협검풍 (1980년)
- 요사권 (1980년)
- 월녀의 한 (1980년)
- 통천노호 (1980년)
- 동백꽃 신사 (1979년)
- 죽음의 다섯 손가락 (1978년)
- 십이대천왕 (1978년)
- 소림사 십대장문 (1978년)
- 정무신권 (1978년)
- 달마신공 (1978년)
- 무명객 (1977년)
- 용왕 삼태자 (1977년)
- 미스터 O (1977년)
- 남매는 단둘이다 (1971년)
- 돌아온 항구의 사나이 (1970년)

### 음향
- 나는 소망한다 내게 금지된 것을 (1994년)
- 오싱 (1985년)
- 열병시대 (1984년)
- 동반자 (1984년)
- 삼국여한 (1982년)
- 애권 (1980년)
- 깃발없는 기수 (1980년)
- 혈육마방 (1979년)

## 수상
- 2000년 제8회 이천춘사대상영화제
- 1992년 제30회 대종상 영화제